# Santou
Santou est une ville de Guinée et une sous-préfecture de la préfecture de Télimélé, dans la région de Kindia

## Population
La population de Santou est estimer à 16 540 en 2020.

## Infrastructure
La ville habite le chemin de fer qui relie Santou au port de Dapilon,.

## Éducation
Collège de Santou